# 東北福祉大学硬式野球部
東北福祉大学硬式野球部（とうほくふくしだいがくこうしきやきゅうぶ、英: Tohoku Fukushi University Baseball Club）は、東北福祉大学の学生によって構成されている大学野球チーム。愛称は Mustang（マスタング）。仙台六大学野球連盟所属。1962年（昭和37年）創部。

## 歴史
1962年創部。1969年に仙台六大学野球連盟が創設され加盟。開始された1970年春季リーグ戦から6季連続で最下位となる。
1979年春季リーグ戦で初優勝し、秋季リーグ戦も連覇。秋の第10回明治神宮野球大会に初出場したが、1回戦であたった優勝した明治大に途中までリードしながら6-15（8回コールド）の惨敗に終わった。この結果に、野球部を強化してきた大竹榮同大学野球部部長はショックを受け愕然とした。以降、中央球界と渡り合うため全国大会制覇を視野に関東関西から積極的なスカウティング活動を始めた。1981年春秋リーグ戦連覇。1982年秋季リーグ戦優勝、同年に専用野球場である東北福祉大学野球場を設置。1983年春秋リーグ戦連覇。第32回全日本大学野球選手権大会に初出場した。
1984年秋、大竹榮野球部部長の招きで伊藤義博が監督に就任。伊藤監督以降から福祉大の黄金期を迎える。芝浦工大出身の伊藤は、東都大学リーグで「中大ダイナマイト打線」と呼ばれ強豪として鳴らした往時の中央大を理想としたチーム作りに執りかかった。さらに、それまで監督を務めた大阪の桜宮高校を公立の強豪校にした経験から、地元仙台はじめ桜宮高がある大阪や関西圏を中心に各地から選手が集まった。また、それまでの東北学院大にとって代わり、仙台六大学代表として全日本大学野球選手権大会に毎年出場する常連校となった。のみならず（地区代表決定戦で敗退の場合を除き）明治神宮野球大会に毎年出場する常連校となった。
強化の成果が表れたのは、1989年度卒の佐々木主浩・大塚光二、1990年度卒の矢野輝弘、1991年度卒の金本知憲（1浪）・斎藤隆・浜名千広といった後年プロ球界で活躍するメンバーが在籍した頃からで、1980年代後半から1990年代を通じ2000年代半ばにかけて大学球界で一時代を築いた。
1987年に右下手投げの3年生エース上岡良一を擁して第36回全日本大学選手権で主戦山内嘉弘の近畿大を5-2（延長12回）、野村謙二郎の駒澤大を3年山路哲生（のち同大学監督）の満塁本塁打により5-1で下し、決勝で3年志村亮と4年鈴木哲両投手擁する慶応大に2-3で敗れ準優勝。1988年も4年上岡や3年佐々木主浩らの投手陣を擁して、同大会準々決勝で関東学院大を3年村瀬公三（佐々木と共に東北高出身。のち同大学助監督）のサヨナラ本塁打で1×-0、準決勝で4年稲田雅之と3年有倉雅史両投手の日本体育大を4年岸本賢一のサヨナラ本塁打で5×-2（延長11回）で下し、決勝で3年酒井光次郎投手擁する近大に1-3で敗れ準優勝。1989年は同大会準々決勝で優勝した酒井の近大に1-2（延長10回）の惜敗。1990年は同大会準々決勝で4年小坂勝仁投手が水口栄二擁する早稲田大を1安打完封、4番の4年東宮立家の犠牲フライで挙げた得点を守り切り1-0で下し、準決勝の国際武道大には9-0で快勝、決勝では4年小池秀郎投手擁する亜細亜大に小坂が完投したが1-2で惜敗し準優勝と、選手権優勝まであと一歩が届かなかった。同様に秋の明治神宮野球大会でも優勝に手が届かず、87年（第18回）大会2回戦で優勝した筑波大に敗れ、88年（第19回）は昭和天皇御不例により開催中止、89年（第20回）・90年（第21回）のそれぞれ準決勝で、平田国久や高橋一太郎、元雄潤らの投手陣や主軸に黒須陽一郎や山口高誉らがいた立教大に敗退した。
1991年、第40回全日本大学選手権で先発作山和英と抑え斎藤隆の両輪、2年関根裕之らの投手陣、金本知憲、浜名千広、伊藤博康らを擁し、愛知学院大を5-1、優勝候補東洋大を7-3で下した佛教大を4-0、準決勝で九州国際大を4-0で下し進出した決勝戦で、古豪関西大を延長17回の末4-2で破り同大会で悲願の初優勝を遂げた。これは主要5連盟（東京六大学・東都・首都・関西学生・関西六大学）に所属しない大学として中京大に次ぐ史上2校目となる快挙であった。続いて同年から開催された第1回全日本アマチュア野球王座決定戦に出場。一方、同年秋の第22回明治神宮野球大会は準決勝で流通経済大に1-2で敗退した。
1992年、第41回全日本大学選手権では準々決勝で3年大塚晶文投手擁する東海大に4-6で敗退。同年秋の第23回明治神宮大会でも2回戦（準々決勝）で大塚の東海大に1-3で敗退した。翌1993年、最上級生となった関根裕之と三野勝大ら4年生両投手や3年和田一浩捕手を擁するも、第42回全日本大学選手権では久留米大、佛教大、明治大すべてを完封して勝ち上がってきた河原隆一投手擁する関東学院大と準決勝で対戦し0-1で完封され敗退。同年秋の第24回明治神宮大会2回戦で3年山内泰幸投手擁する日体大に0-4で敗退。翌1994年、第43回全日本大学選手権準々決勝で近畿大に3-4で敗退。同年秋の第25回明治神宮大会1回戦で九州東海大に0-6で敗退。翌1995年、エース門倉健らを擁し第44回大学選手権準々決勝で、2回戦で4年岡本晃投手擁する関西大を5-2で下し勝ち上がってきた1年上原浩治投手擁する大阪体育大を3-1（延長11回）、準決勝で4年清水隆行擁する東洋大を4-3（延長11回）で下し、決勝で2年真木将樹ら厚い投手層や主軸に3年副島孔太擁する法政大に5-9で敗れ準優勝。同年秋の代表決定戦では青森大に敗れ第26回明治神宮野球大会に不出場。翌1996年、山田貴志や3年山岡洋之らの投手陣に4年小野公誠捕手や控えの3年鈴木郁洋捕手らを擁し、第45回大学選手権初戦2回戦で札幌大を小野公誠のサヨナラ本塁打で3×-2（延長10回）、準々決勝で立命館大を5-1で下し、準決勝で優勝した井口資仁擁する青山学院大に0-3で敗退。同年秋の第27回明治神宮野球大会準決勝で亜細亜大を1-0で下し勝ち上がってきた東亜大を5-0で下し、決勝で3年川上憲伸投手擁する明治大に1-5で敗れ準優勝。翌翌1998年秋、松修康や2年吉見祐治らの投手陣を擁し、第29回明治神宮大会初戦2回戦で日体大を6-3、準決勝で4年矢野英司ら厚い投手層擁する法政大を6-2で下し、決勝で3年佐藤宏志や2年吉川昌宏らの投手擁する亜細亜大に1-3で敗れ準優勝。翌翌2000年、エース吉見祐治、洗平竜也、歌藤達夫らの投手陣、3年生の石原慶幸捕手や遊撃手で4番打者大須賀允らを擁し、第49回大学選手権1・2回戦の大体大と福岡大をそれぞれ7回コールドで、準々決勝で2年土居龍太郎投手の法政大を4-1、準決勝で山田秋親と平本学両投手擁する立命大を6-2で下し、決勝の2年木佐貫洋や4年松井光介両投手擁する亜細亜大戦では8回表に吉見が喫した亜大2年小山良男の逆転ツーランにより4-5で敗れ準優勝に留まる。
翌2001年、第50回大学選手権では4年児玉真二（通算17勝2敗）と3年木谷寿巳らの投手陣と4年石原捕手のバッテリーに打撃陣で大須賀らを擁するも、準々決勝で小川裕介投手らの立命大に1-2で敗退。同年秋の第32回明治神宮野球大会では準決勝で優勝した川岸強投手擁する駒澤大に1-2で敗退。翌2002年、第51回全日本大学野球選手権大会1回戦で日本文理大を下し、2回戦で4年木谷寿巳の同期橋本健太郎が先発し優勝した4年木佐貫投手擁する亜細亜大に0-10（6回コールド）で大敗。同年秋の第33回明治神宮野球大会ではエース木谷が活躍し準決勝で4年和田毅投手や3年鳥谷敬らを擁する早稲田大を5-2で下すも、決勝でまたしても木佐貫の亜細亜に3-5で敗れ準優勝。翌2003年、第52回全日本大学選手権では4年岸田護や松崎伸吾と福田聡志の両2年生らの投手陣を擁するも、準決勝で優勝した日本文理大（決勝で亜大を下し初優勝）の吉川輝昭ら5人の継投の前に4-5で敗退。
その間、2002年8月に伊藤義博が急逝した後、2003年から山路哲生（89年卒）が監督となる。2015年から山路の1学年下でプロ経験のある大塚光二が監督となった後、2023年から再び山路が監督に復帰した。
翌2004年、第53回全日本大学選手権では松崎伸吾と福田聡志両投手と井野卓の3年生バッテリーや4年塩川達也らの投打が活躍し、準々決勝で東海大を4-0、準決勝で一場靖弘投手擁する明治大を5-3、決勝で主軸に村田修一擁する日本大を3-1で振り切り91年以来13年ぶり2回目の大学日本一となる。しかし、同年秋の代表決定戦で八戸大に敗れ第35回明治神宮大会に出場ならず。翌2005年秋の第36回明治神宮野球大会準決勝で法政大を4-3で下し、決勝で九州産業大に1-2で敗れ準優勝に留まる。
2008年秋の第39回明治神宮野球大会では桑鶴雄太と森山一茂ら2年生と1年中根佑二らの投手陣を擁し準決勝で2年斎藤佑樹と大石達也の投手リレーの早稲田大を1×-0（延長10回）で下すも、決勝で1年藤岡貴裕と2年鹿沼圭佑の投手リレーの前に東洋大に2-×3で敗れ準優勝。2011年の第42回明治神宮野球大会準決勝では4年中根佑二が先発したものの4年野村祐輔と2年岡大海の投手リレーの前に優勝した明治大に0-5で敗退。
2014年頃から仙台大が力をつけ、仙台六大学リーグ戦でも毎シーズン福祉大と仙台大が優勝争いを展開している。
2018年、第67回全日本大学野球選手権大会では3年津森宥紀ら豊富な投手陣と吉田隼と中野拓夢の4年生の1・2番打者や2年元山飛優ら打撃陣が活躍し、準決勝で慶応大を、決勝で国際武道大を下し14年ぶり3回目の大学日本一となる。同選手権で吉田がMVP受賞。翌2019年の第68回全日本大学野球選手権大会では4年津森や3年山野太一らの投手陣を擁するも準々決勝で佛教大に3-×4で敗退した。
2025年、リーグ戦で仙台大の3連覇を阻止し臨んだ第74回全日本大学野球選手権大会では、エース櫻井頼之介、堀越啓太ら4年生、3年猪俣駿太らの投手陣を擁して、準決勝で大会2連覇中の青山学院大を8-5、決勝で福井工業大を8-1で下し2018年以来7年ぶり4回目の大学日本一となる。3年佐藤悠太がMVPに、5試合中3試合に先発した櫻井が最優秀投手にそれぞれ選ばれた。
春の全日本大学野球選手権大会で通算4度の優勝を果たしている。一方、秋の明治神宮野球大会では1996年での初の準優勝から計5回の準優勝経験があるが、2024年現在まで優勝は果たしていない。

## 本拠地
宮城県仙台市青葉区国見ヶ丘6-149。
国見ヶ丘第2キャンパス内に東北福祉大学野球場、同第1キャンパス内にトレーニングセンター（室内練習場）がある。福祉大野球場は1982年に完成し、両翼93m・中堅123m 。2019年に神宮球場と同じ全面人工芝に改装された。また、仙台六大学野球リーグ戦が開催される主球場である。

## 記録
- 仙台六大学野球リーグ 優勝77回（2025年春季リーグ戦終了時点）
- 全日本大学野球選手権大会 優勝4回、準優勝5回
- 明治神宮野球大会・大学の部 準優勝5回
- 全日本アマチュア野球王座決定戦 出場1回
- 仙台六大学野球連盟記録118連勝

## 主な卒業生

### プロ野球選手
- 石山泰稚 - 東京ヤクルトスワローズ
- 長坂拳弥 - 阪神タイガース
- 楠本泰史 - 阪神タイガース
- 津森宥紀 - 福岡ソフトバンクホークス
- 八木彬 - 千葉ロッテマリーンズ
- 中野拓夢 - 阪神タイガース
- 山野太一 - 東京ヤクルトスワローズ
- 元山飛優 - 埼玉西武ライオンズ
- 椋木蓮 - オリックス・バファローズ
- 大里昂生 - オリックス・バファローズ
- 大竹風雅 - 福岡ソフトバンクホークス
- 三浦瑞樹 - 福岡ソフトバンクホークス
- 杉澤龍 - オリックス・バファローズ
- 甲斐生海 - 福岡ソフトバンクホークス
- 入山海斗 - オリックス・バファローズ（育成選手）
- 漁府輝羽 - 福岡ソフトバンクホークス（育成選手）

### 元プロ野球選手
- 長島哲郎（ロッテオリオンズ、現東北楽天ゴールデンイーグルススカウト）
- 上岡良一（日本ハムファイターズ、元東北楽天ゴールデンイーグルススカウト）
- 佐々木主浩 （横浜ベイスターズ ・ シアトル・マリナーズ）
- 矢野燿大 （中日ドラゴンズ- 阪神タイガース、元阪神監督）
- 大塚光二 （西武ライオンズ、東北福祉大学野球部前監督）
- 宮川一彦（横浜ベイスターズ、現NPO法人横浜ベイスターズスポーツコミュニティ）
- 小坂勝仁（ヤクルトスワローズ - 近鉄バファローズ）
- 吉田太（中日ドラゴンズ）
- 伊藤博康（読売ジャイアンツ - 福岡ダイエーホークス 、現東日本国際大昌平高校野球部監督）
- 作山和英（福岡ダイエーホークス、現スカウト）
- 浜名千広 （ダイエーホークス - ヤクルトスワローズ - 千葉ロッテマリーンズ）
- 関根裕之（北海道日本ハムファイターズ、現球団プロスカウト）
- 三野勝大（読売ジャイアンツ - 横浜ベイスターズ）
- 山田貴志（中日ドラゴンズ）
- 村上鉄也（福岡ダイエーホークス、現東北楽天ゴールデンイーグルス球団職員）
- 小野公誠（東京ヤクルトスワローズ）
- 山岡洋之（阪神タイガース、現オリックス・バファローズ打撃投手 ）
- 松修康（福岡ダイエーホークス）
- 柴田博之（西武ライオンズ）
- 奈良将史（大阪近鉄バファローズ）
- 洗平竜也 （中日ドラゴンズ）
- 歌藤達夫（オリックスバファローズ - 北海道日本ハムファイターズ - 読売ジャイアンツ）
- 大須賀允（読売ジャイアンツ - 広島東洋カープ）
- 中村公治（中日ドラゴンズ）
- 木谷寿巳（東北楽天ゴールデンイーグルス、現球団職員）
- 塩川達也（東北楽天ゴールデンイーグルス、現同球団コーチ）
- 金本知憲（広島東洋カープ - 阪神タイガース、元同球団監督）
- 松崎伸吾（東北楽天ゴールデンイーグルス - 阪神タイガース、現ミキハウスコーチ）
- 門倉健（中日ドラゴンズ - 大阪近鉄バファローズ - 横浜ベイスターズ - 読売ジャイアンツ - SKワイバーンズ - 三星ライオンズ、元中日ドラゴンズコーチ）
- 鈴木郁洋（中日ドラゴンズ - オリックス・バファローズ、元オリックスコーチ）
- 橋本健太郎（阪神タイガース - 千葉ロッテマリーンズ、現阪神打撃投手）
- 吉見祐治（横浜ベイスターズ - 千葉ロッテマリーンズ - 阪神タイガース、現DeNAスカウト）
- 斎藤隆（横浜ベイスターズ - ロサンゼルス・ドジャースほか - 東北楽天ゴールデンイーグルス、現横浜DeNAベイスターズチーフ投手コーチ）
- 和田一浩（西武ライオンズ - 中日ドラゴンズ）
- 福田聡志（読売ジャイアンツ）
- 根元俊一（千葉ロッテマリーンズ、現同球団コーチ）
- 中根佑二（東京ヤクルトスワローズ）
- 相原和友（東北楽天ゴールデンイーグルス）[8]
- 阿部俊人（東北楽天ゴールデンイーグルス 元球団職員）
- 岸田護（オリックス・バファローズ、現同球団監督）
- 井野卓 （東北楽天ゴールデンイーグルス - 読売ジャイアンツ - 東京ヤクルトスワローズ）
- 石原慶幸（広島東洋カープ）
- 佐藤優 - 中日ドラゴンズ
- 笠井駿（読売ジャイアンツ）

### 野球指導者
- 山路哲生（東北福祉大学硬式野球部：監督）
- 村瀬公三（七十七銀行硬式野球部：元監督、東北福祉大学硬式野球部：助監督）
- 藤木豊（八戸大学硬式野球部：元監督、東日本国際大学硬式野球部：監督）
- 津屋晃（光星学院高校、青森大学硬式野球部：元監督）
- 角尾貴宏（金沢学院大学硬式野球部：監督）
- 原克隆（中部学院大学硬式野球部：元監督、帝京平成大学硬式野球部：監督）
- 髙木雄二（愛知東邦大学硬式野球部：元監督）
- 亀田晃広（獨協大学硬式野球部：監督）
- 仲井宗基（八戸学院光星高校硬式野球部：監督）
- 沢田真一（盛岡大学附属高校硬式野球部：元監督）
- 関口清治（盛岡大学附属高校硬式野球部：監督）
- 我妻敏（東北高校硬式野球部：元監督、部長、東北福祉大学硬式野球部：コーチ）
- 荒木準也（日大山形高校硬式野球部：監督）
- 貫井雅人（前橋工業高校硬式野球部：監督）
- 吉村卓也（大阪・明星高校野球部：監督）
- 青栁博文（高崎健康福祉大学高崎高校硬式野球部：監督）
- 泉名智紀（東京成徳大学深谷高校硬式野球部：元監督、武蔵越生高校硬式野球部：監督）
- 岡本幹成（聖望学園高校硬式野球部：元監督、東日本国際大学硬式野球部：助監督）
- 岩井隆（花咲徳栄高校硬式野球部：監督）
- 箕野豪（国士舘高校硬式野球部：元監督）
- 濱野洋（飛龍高校硬式野球部：前監督、浜松開誠館高校硬式野球部：監督）
- 細峪規良（日高高校中津分校硬式野球部：元監督）
- 堤尚彦（おかやま山陽高校硬式野球部：監督）
- 宮地弘明（楊志館高校硬式野球部：元監督）
- 波戸隆志（九州三菱自動車硬式野球部：元監督）
- 金沢成奉（光星学院高校硬式野球部：元監督、明秀学園日立高校硬式野球部：監督）
- 佐伯功（三菱重工East硬式野球部：監督）
- 美甘将弘（ヤマハ硬式野球部：元監督）
- 古屋克俊（神奈川大学附属高校硬式野球部：監督）
- 阿部一斉（東北福祉大学硬式野球部、花咲徳栄高校硬式野球部、上武大学硬式野球部：元コーチ、前橋工業高校：コーチ）
- 真壁賢守（Honda硬式野球部：元コーチ）

### 政治家
- 福本亜細亜（元葛飾区議会議員）